# Мирный Путь
Мирный Путь — посёлок в Оренбургском районе Оренбургской области. Входит в состав Приуральского сельсовета.

## История
В 1966 г. Указом Президиума ВС РСФСР поселок отделения № 4 совхоза «Чебеньковский» переименован в Мирный Путь.

## Население
| 2010 |
| ---- |
| 179  |